# Теодорович Артур Юрійович
Артур Юрійович Теодорович (нар. 12 жовтня 1975) — український футболіст, нападник та  півзахисник.

## Життєпис
Футбольну кар'єру розпочав в аматорському клубі «Край» (Київ), після чого перейшов до київської «Оболоні». Навесні 1996 року зіграв 2 матчі у клубі «Дніпро» (Дніпропетровськ). Після цього захищав кольори «Металурга» (Новомосковськ), після чого на короткий період часу повернувся до «Оболоні». Восени 1996 року став гравцем кіровоградської «Зірки-НБАС», за яку провів 1 поєдинок у кубку України, після чого виїхав за кордон. У сезоні 1997/98 років був гравцем польського клубу «Кераміка» (Опочно). Проте за кордоном не закріпився й вже незабаром повернувся до України. Після цього виступав за аматорські клуби «Рефрижератор» (Фастів) та «Дніпро» (Київ). З 2008 по 2010 рік виступав у чемпіонаті Києва за столичний «Гідропарк». У 2010 році завершив кар'єру футболіста.

## Досягнення
- Вища ліга чемпіонату України
  -  Бронзовий призер (1): 1996